# Alerce, la otra música
Alerce, la otra música, también conocido como Sello Alerce, es un sello discográfico independiente chileno, fundado en 1976 por el periodista y locutor radial Ricardo García, con los objetivos principales de apoyar a los artistas que mantenían vigente el folclore nacional y el canto urbano contingente, así como de reeditar los álbumes prohibidos por la dictadura militar.
El sello posee un vasto catálogo de álbumes de famosos artistas chilenos y latinoamericanos representantes de la llamada Nueva Canción Chilena, tales como Quilapayún, Ángel Parra, Barroco Andino, Patricio Manns, Inti Illimani, Tito Fernández y Víctor Jara, entre otros.
Durante la década de 1980, Alerce amplió su propuesta discográfica incorporando artistas y discos de música docta, música infantil y a los principales exponentes del Canto Nuevo: Santiago del Nuevo Extremo, Eduardo Peralta, Isabel Aldunate, Schwenke y Nilo, Congreso y Payo Grondona, entre otros. Durante los últimos años de la dictadura y primeros del retorno a la democracia, el sello incorporó propuestas rockeras como Compañero de Viajes, SexualDemocracia, De Kiruza, Profetas y Frenéticos y Los Tres, dando paso al Nuevo Rock Chileno del que formaron parte Los Miserables, BBS Paranoicos, Chancho en Piedra, La Pozze Latina, Panteras Negras, Mal Corazón, Los Morton y LaFloripondio.
En 2003, el sello abre su propio estudio de grabación, Estudios 380, que le otorgan autonomía y la posibilidad de continuar registrando la "otra música" de artistas como Mecánica Popular, Manuel García, Francisco Villa, Max Berrú y Patricio Manns, entre muchos otros. 
Reconociendo su aporte fundamental a la música chilena, el sello recibe en 2006 el Premio a la Música Presidente de la República en la categoría Producción Fonográfica.
En 2011, el sello enfrenta su momento más difícil. Producto de la caída mundial de la venta de música en formato físico y como una forma de reducir costos, venden su estudio de grabación (Estudios 380) y sus oficinas en la comuna de Ñuñoa.
Como una forma de salvaguardar el patrimonio musical del sello, en 2016 Alerce dona los soportes físicos de sus masters al Archivo de Música de la Biblioteca Nacional, quedando al alcance de investigadores y público en general.
En la actualidad el Sello Alerce es liderado por Viviana Larrea y Mónica Larrea, hijas de su fundador, quienes encabezan el proceso de transformación digital de la discográfica cuyo objetivo es digitalizar la totalidad de su catálogo histórico.